# Лисина (планина)
Лисина је планина вулканског поријекла, која се налази на подручју Општине Мркоњић Град, Општине Рибник и Општине Шипово. Њен највиши врх, Бандира, се налази на висини од 1.467 метара.
Захваљујући геолошкој грађи, карактерише је велики биодиверзитет биљних и животињских врста. У досадашњим истраживањима је откривено и описано преко 1.000 биљних врста, око 1.500 врста гљива, пет врста рибе, по десетак врста водоземаца и гмизаваца, 29 врста сисара и 107 птичјих врста. Пронађено је и око 360 извора питке воде који представљају значајне водене ресурсе у локалним оквирима.
На њеном врху се налази планинарски дом, а на обронцима планине неколико села мркоњићке општине. У подножју Лисине, у близини села Подрашница, налази се излетиште Зеленковац.